# 施特里克沙伊德
施特里克沙伊德是德国莱茵兰-普法尔茨州的一个市镇。总面积1.41平方公里，总人口33人，其中男性17人，女性16人（2011年12月31日），人口密度23人/平方公里。